# ヴィンチェンツォ・ザッパラ
ヴィンチェンツォ・ザッパラ（Vincenzo Zappalà、1945年 -　 ）は、イタリアの天文学者。小惑星の研究者として知られている。
彼は、北イタリア・トリノ近郊の町ピーノ・トリネーゼにあるトリノ天文台に長く勤めている。

## 業績

### 小惑星
小惑星の明るさの変動に関する研究は、小惑星帯の小惑星の形状や自転についての多くの知見をもたらしている。小惑星の衝突進化や、小惑星族の研究でも知られる。
小惑星センター (MPC) のデータベースでは、9つの小惑星の発見者として挙げられている。彼の発見は、1つを除いてすべて1984年にヨーロッパ南天天文台 (ESO) のラ・シヤ天文台（チリ）においてなされたものである。例外は (17357) Lucataliano で、1978年にストロムロ山天文台（オーストラリア）でなされた。
小惑星帯にある小惑星 (2813) ザッパラ（米国の天文学者エドワード・ボーエルによって1981年に発見された）は、ザッパラの栄誉をたたえて命名された。